# カルバン・チットウッド
カルバン・チットウッド（Calvin Chitwood、1986年7月11日 - ）は、アメリカ合衆国・アリゾナ州フェニックス出身のプロバスケットボール選手である。ポジションはパワーフォワード。元新潟アルビレックスBB。現在はオランダリーグの”De Friesland Aris”に所属している。
父親は元NBA選手のロイ・ヒンソン。
身体能力はかつて所属したリン・ワシントンを凌ぐと噂され、度々エアーダンクを決めるなど、そのプレイは新潟のバスケをよく知る人たちをも強く捉えて放さない。

## 来歴
2004年パラダイスバレー高校（Paradise Valley HS）卒業。
大学入学に際しては、南ユタ大学とカリフォルニア州立大学からオファーを受けている。
2004年にカリフォルニア州立大学ノースリッジ校（Cal State Northridge）に入学。カレッジバスケットボールで活躍。
2008年から2010年、新潟アルビレックスBB所属。
2010-2011年オランダリーグ”De Friesland Aris”と契約。
背番号は0番。

## エピソード
- 新潟での契約が決まり、初めて練習に参加した日、あまりにも頑張って練習をしたため体調を崩してしまった。
- 新潟での最初のシーズン終了後、廣瀬昌也ヘッドコーチからのインタビューで課題としてシュート力を指摘され、それを改善するためにオフシーズンひたすらシュート練習をしたことも有名。
- 2009-2010年シーズンでは、ボンバーこと平岡富士貴とチーム練習後にシュート練習をしたことが知られている。
- 練習に積極的で熱心に取り組む真面目な人柄と生い立ちの複雑さから来る気難しさな部分もあるが、真面目で直向な選手である